# محمد ثابت
محمد ثابت رحَّالة مِصرِي، يعشق السفر والرحلات، ومُلهَم بالجغرافيا: اشتغل بالتعليم في بعض المدارس الثانوية بمصر، وعُيِّنَ مراقبًا للنشاط الاجتماعي في وزارة التربية والتعليم، ودرَّس العلوم الاجتماعية في إحدى الكليات. اعتاد ثابت أن يقوم برحلة كبيرة في صيف كل سنة، يُدوِّن فيها مشاهداته في البلاد التي يرتحل إليها.

## كتبه
أكثر كُتبه كانت في أدب الرحلات، ومن أمثلتها: «جولة في ربوع أستراليا»، «جولة في ربوع الشرق الأدنى»، «رحلاتي في مشارق الأرض ومغاربها»، و«جولة في ربوع آسيا».

## وفاته
توفي ثابت سنة 1958م، إثر إصابته بنزيفٍ في المخِّ 